# Galaxy on Fire
Galaxy on Fire ist eine vom deutschen Spieleentwickler Fishlabs entwickelte Serie von Computerspielen, die bislang die Spiele Galaxy on Fire, Galaxy on Fire 2 und Galaxy on Fire Manticore Rising umfasst, welche alle zuerst für mobile Apple-Geräte erschienen sind. Es handelt sich größtenteils um Shoot-’em-up-Spiele, lediglich das im November 2013 erschienene Galaxy on Fire - Alliances ist ein MMOG (Massively Multiplayer Online Game).
In den Spielen kommen drei Rassen, die Terraner (Menschen), die Vossk und die Nivelianer vor, im zweiten Spiel kommen noch die Midoianer hinzu, eine Vereinigung von nivelianischen Rebellen, Terranern und zwielichtigen Gestalten. Terraner und Vossk sowie Nivelianer und Midoianer führen Krieg gegeneinander. GOF und GOF 2 bieten Storys, in denen man als der Flotten-Veteran Keith T. Maxwell agiert.

## Story

### Galaxy on Fire
Im ersten Spiel der Saga, das im Jahre 3587 A.D. spielt, lernt man die Hauptfigur Keith T. Maxwell kennen, einen ehemaligen Piloten der Terranischen Flotte. Viele Charaktere aus dem ersten Spiel, darunter der Drogendealer Mkkt Bkkt und der Sicherheitsbeauftragte der Terranischen Flotte Brent Snocom, kommen auch im zweiten Teil vor und spielen dort zum Teil entscheidende Rollen. Im ersten Teil ebenfalls wichtig ist Keiths Geliebte Christine Hammond, die im Kampf gegen den Verräter Vlad Borsikov umkommt und später von Keith gerächt wird.

### Galaxy on Fire 2
Die Geschichte des zweiten Teils knüpft mit einem Abstand von elf Jahren an den ersten Teil an. Keith verschlägt es durch einen Unfall in den midoianischen Sektor. Dort wird der ohnmächtige Keith mit seinem Schiff vom Erzhändler Gunant Breh aufgelesen und auf die Raumstation des Planeten Var Hastra gebracht, wo er anschließend aufwacht und von Gunant über die Geschehnisse aufgeklärt werden muss. Keiths Unwissen über die Mido-Allianz und die von Gunant erwähnten Void, einer aggressiven Alienrasse, bringen den Erzhändler dazu, das Schiff des Terraners zu untersuchen. So findet Gunant den Grund für dessen Verwunderung: Das Schiff mitsamt dem Piloten wurde nicht nur an einen entfernten Ort, sondern auch 35 Jahre in die Zukunft geschleudert.
Keith bekommt ein altes Raumschiff geschenkt und verlässt Var Hastra. Über einige Umwege kommt er in den terranischen Sektor, wo er Lieutenant Commander Brent Snocom nach langer Zeit wiedertrifft. Dieser hilft ihm und erzählt ihm von gut bezahlten Jobs als Kampfpilot für das geheime terranische Forschungsprojekt Deep Science, welches verzweifelt nach einer Lösung im Kampf gegen die Void sucht. So begibt sich Keith nach Thynome, dem Sitz des Geheimprojektes, und lernt die Leiterin des Projekts, Dr. Carla Paolini kennen. Mit ihr landet Keith durch ein Wurmloch, dem Angriffswerkzeug der Void, im bisher unbekannten Voidspace, wo die beiden das Mutterschiff der Void, welches die Wurmlöcher generiert, sehen. Diese Entdeckung hilft Deep Science bei der Rückkehr der beiden, eine Bombe gegen die Void zu entwickeln, die das Mutterschiff zerstören und so die Generierung der Wurmlöcher und die damit verbundenen Angriffe der Void unmöglich machen kann.
Während der Entwicklung muss Keith sich allerdings für den Grey Khador noch einmal in das Revier der Void begeben, da der Forscher Kristalle benötigt, die nur dort zu finden sind. Als Keith das benötigte Material nach Thynome bringt, erfährt er von Khador, wozu die Kristalle gebraucht werden: Einen Antrieb, welcher es einem erlauben würde, an jeden beliebigen Ort der Galaxis zu reisen, sofern man die nötigen Koordinaten hätte. Das überzeugt Keith, bei der Fertigstellung des Antriebs zu helfen, allerdings rückt dies im Spiel in den Hintergrund und beeinflusst nicht die Fortsetzung der Story.
Die Bombe muss in den Voidspace gelangen und das Mutterschiff heil erreichen. Dafür wird ein spezieller Frachter der Vossk benötigt. Ein Vossk namens Errkt Uggut fliegt einen solchen Frachter bis kurz vor das Mutterschiff, wird jedoch getroffen und landet den schwer beschädigten Frachter auf dem Mutterschiff. Sämtliche technischen Geräte fallen aus und Errkt fordert Keith mit letzter Kraft auf, den Frachter zu zerstören, was die Aktivierung der Bombe und den Tod Errkts bedeutet. Widerwillig gehorcht Maxwell und verschwindet anschließend im letzten Moment durch ein Wurmloch, bevor die Bombe explodiert und das Mutterschiff zerstört. Von den Terranern gefeiert kehrt Keith nach Thynome zurück, wo er mit Carla ein (bereits oft aufgeschobenes) Date hat. Er und Carla sind in einer Beziehung, die die beiden nachfolgenden Geschichten der Add-Ons Valkyrie und Supernova  prägen wird. Mit der plötzlichen Abreise Carlas, von der Keith erst am nächsten Morgen erfährt, endet die Story des Grundspiels.

### Galaxy on Fire 2 – Valkyrie
Keith lernt Cornelius Tenner kennen, der für die Waffenhändlerin Alice arbeitet, die Keith für einige Missionen engagieren möchte. Sein erster Auftrag ist es, die K'Suuk, ein noch nicht für den Markt freigegebenes Vossk-Schiff, zu stehlen zu Tenner zu bringen, wobei Alice die Schuld des Vossk Taret Orssk, die er bei ihr hat, ausnutzt, um Keith das Schiff zugänglich zu machen.
Nachdem Keith die erste, lebensgefährliche Mission abgeschlossen hat, fliegt er nach Valkyrie im isolierten Herjaza-System. Er trifft die arrogente Alice in ihrer auffälligen Station und nimmt mehrmals Aufträge entgegen, allesamt gefährlich, aber gut bezahlt. Als Alice einige Zeit nichts mehr für ihn zu tun hat, wird Keith von seiner Freundin Carla kontaktiert. Sie berichtet ihm von einer neuen Station von Deep Science namens Kothar, ebenfalls in einem unbekannten und nur mit dem Khador-Antrieb erreichbaren System. Sofort fliegt er nach Kothar und erfährt von Carla, dass Khador bei einem Testflug mit einem neuen Schiff mit integriertem Khador-Antrieb entführt wurde. Keith folgt Khador und landet mitten in einem von Piraten beherrschten System. Nach einem kurzen Kampf erfährt er, dass Khador in den benachbarten Orbit gebracht wurde und kann ihn befreien. Wenig später wird er von der wütenden Alice angerufen, begibt sich nach Valkyrie und soll zusammen mit Cornie eine Piratenstation durchsuchen.
Die beiden haben keinen Erfolg und Cornie fliegt – den Zorn seiner Vorgesetzten fürchtend – nach Valkyrie zurück, während Keith den Befehl bekommt, einen Konvoi, der angeblich Waffen geladen hat, unter seine Kontrolle zu bringen. Als er allerdings den Leiter des lahmgelegten Konvois über Ziel und Ladung ausfragt, erfährt er, dass der Konvoi in Wirklichkeit Komponenten für mehrere Khador-Antriebe nach Kothar bringen soll. Unter der Begleitung von Keith erreicht der Konvoi sein Ziel und Keith erzählt Carla, die über das Geschehene verwundert ist, von Alice, wobei sich diese als Carlas Schwester herausstellt.
So kommt es, dass der mutige Pilot, trotz der Warnung Carlas, nach Valkyrie geht, um mehr über die Machenschaften von Carlas Schwester zu erfahren. Auf Bitte Khadors benutzt Keith dabei die Cronus, jenes Schiff, mit dem der Grey den gefährlichen Testflug absolviert hatte. Dies wird Keith zur Rettung, denn nachdem Keith in Valkyrie Alice zur Rede stellt und herausbekommt, dass sie den Khador-Antrieb nachbauen und Kopien verkaufen möchte, lässt die Waffenhändlerin Keiths Schiff durchsuchen und den Zweitantrieb, den dieser aus Sicherheitsgründen mitgeführt hatte, ausbauen. So kommt es, dass sie durch Keiths unglückliche Erwähnung der Kothar-Station und den dort befindlichen Nachbauten des Antriebs ihre gesamte Station dorthin fliegt.
Keith wird vor dem Sprung aus der Station geworfen und trifft auf eine Flotte, die von Alice beauftragt wurde, ihn zu vernichten. Doch dank seines zweiten Khador-Antriebs, von dem die Verbrecherin nichts weiß, kommt er rechtzeitig nach Kothar, um mitzuerleben, wie Valkyrie mit einem Laserstrahl Kothar teilweise zerstört (der Strahl erinnert an den des Todessterns aus den Star-Wars-Filmen). Er kann die Lasergeneratoren und die Geschütztürme Valkyries zerstören, was Alice zum Rückzug zwingt. Doch der Sprung misslingt und sie landet im Voidspace, womit wieder die Void aus dem ersten Teil Bedeutung gewinnen.
Keith landet auf Kothar und wird von der vom Angriff entsetzten Carla begrüßt. Die beiden haben – wie im ersten Teil schon – ein Date in der Space Lounge und gehen anschließend in Carlas Wohnung....
So endet das Add-On Valkyrie, wobei der Schluss eher als „Cliffhanger“ zu bezeichnen ist, da das Schicksal von Alice ungewiss bleibt.

### Galaxy on Fire 2 – Supernova
Der dritte Teil der Serie beginnt damit, dass Deep Science wegen der starken Schäden an der Kothar-Station wieder auf Thynome agiert. Keith zieht bei Carlas ein. Es erscheint eine kleine Zwischensequenz, betitelt mit Währenddessen im midoianischen Sektor..., bei der man eine midoianische Station und einige midoianische Schiffe sieht.
Keith bekommt einen Anruf von Gunant, der den inzwischen als besten Piloten der Galaxis geltenden Mann verzweifelt um Hilfe bittet: Sein Sohn, Gunant IV., sei in einem Frachter eingeschlossen, doch wegen der Strahlung einer Supernova komme ihm niemand zu Hilfe. Keith fliegt sogleich in das betroffene Ginoya-System, rettet Gunants Sohn und bringt ihn im benachbarten Orbit zu einem Rettungsfrachter. Doch während des Transfers wird er von drei mysteriösen Tarnjägern angegriffen, die sich für kurze Zeit seinem Radar entziehen können. Er besiegt sie und beendet die Übergabe, anschließend springt er mithilfe des Khador-Antriebs rechtzeitig in ein nicht betroffenes System zu Bargand Surr, dem Anführer der midoianischen Rebellion und dem Leiter der Evakuierungen. Er erstattet Bericht über die Supernova und die Tarnjäger. Mit einem Schild, der ihn vor der Gammastrahlung der Supernova schützt, hilft er noch bei mehreren Evakuierungsaktionen.
Anschließend fliegt er nach Thynome, wo das Forscherteam von Deep Science nach einem Mittel zur Eindämmung der Supernova sucht und fliegt mit Khador in die Supernova, um eine vom Grey konstruierte Rakete in die explodierte Sonne schießt. Doch aufgrund von Fehlberechnungen Khadors geschieht es, dass diese Rakete die Supernova nicht eindämmt, sondern vergrößert. Niedergeschmettert von seinem Fehler schließt sich der Forscher nach der Rückkehr in sein Labor ein, Keith jedoch fliegt zu Brent Snocom, der im „Valkyrie“-Add-On nicht aufgetaucht war, in „Supernova“ jedoch eine wichtige Rolle spielt. Brent, der immer auf dem neuesten Stand über die Aktivitäten von Deep Science ist, erzählt Keith, dass sich die Nivelianer erstaunlicherweise dazu bereiterklärt haben, ihren Feinden zu helfen.
Keith trifft sich mit Trunt Harval, dem Leiter der Militärabteilung der Nivelianer. Sie tauschen beide Informationen aus, wobei es Harval überrascht, dass es Keith gelungen ist, die Tarnjäger zu besiegen. In der Zwischenzeit kehrt Thadelonius Moonsprocket, einer der intelligentesten Forscher des GOF-Universums, nach Thynome zurück, beteuernd, er habe eine Lösung gegen die Supernova gefunden. Doch der wegen seines Verhaltens unbeliebte Professor wird kurz darauf von Carla weggeschickt, lässt aber glücklicherweise seinen „Daten-Stick“ (in GOF ein sehr antikes Speichermedium, wahrscheinlich mit dem heute geläufigen USB-Stick zu vergleichen) zurück. Als Carla diesen aus Verzweiflung untersucht, erkennt sie, dass Moonsprockets Plan tatsächlich die beste Möglichkeit ist, die Supernova einzudämmen. Der Professor, mit seinem Psychiater Brillo Lampeter inzwischen abgereist, wird daher von Keith gesucht und anschließend im Pescal-Inartu-System gefunden, doch beide sind betrunken von einem speziellen Getränk, das von Keiths altem Bekannten Mkkt Bkkt verkauft wird.
Das Gegenmittel, das Keith tief im Vossk-Gebiet holen muss, ist hochexplosiv und muss vom Piloten auf beschwerlichem Weg durch mehrere Systeme gebracht werden. Der Transport gelingt und Keith kehrt mit Moonsprocket und Lampeter nach Thynome zurück. Moonsprocket erklärt seinen Plan, den Bau eines Plasma Arrays, und sagt, dass dafür vier bestimmte Prismen, die Paréah-Prismen, sowie Chromoplasma gebraucht werden. Keith sucht nach den Prismen, kann eines aus dem Wrack eines Frachters bergen und erfährt, dass sich eines im Besitz eines gesuchten Verbrechers befindet, ein anderes bei einer midoianischen Erzabbaugesellschaft und wieder ein anders bei den Vossk. Er bekommt alle Prismen, hilft, das Chromoplasma fertigzustellen und sieht dann bei der Aktivierung des Arrays zu. Doch plötzlich tauchen mehrere Tarnjäger unter der Leitung von Trunt Harval auf und zerstören das Plasma Array. Khador, der sich inzwischen von seinem Rückschlag erholt hat, behält im Gegensatz zu seinen Kollegen die Nerven und lässt das Chromoplasma sowie die Prismen einsammeln, stellt jedoch fest, dass die Plattform völlig zerstört ist. So nennt er die einzige Möglichkeit, eine neue Plattform zu bekommen: Man muss Alice dazu bringen, ihre Station aufzugeben.
Daher fliegt Keith in den Voidspace, verhandelt mit Alice und bekommt Anweisungen für eine Wohnalternative. Er findet ein Penthouse auf Kalun Amir, das allen Kriterien entspricht, und kehrt zu Alice zurück. Diese aber braucht Energiezellen (die beste Energiespeichermöglichkeit in GOF), was Keith dazu zwingt, zu Brent nach Alioth zu fliegen, um von den dortigen Reserven der Terranischen Raumflotte die benötigte Menge zu bekommen. Er wird vom Stationspiloten Hans nach Valkyrie begleitet, doch als sie im Voidspace ankommen, werden sie von einem großen Geschwader mit Void-Jägern empfangen. Alice zwingt sie, die Energiezellen abzuladen und gibt dem Geschwader anschließend den Befehl zum Angriff. Keith und Hans schaffen es jedoch, durch den Luftschacht in die Station einzubrechen und nehmen Alice fest, wobei sie den Grund dafür finden, weshalb die Void auf die Betrügerin hören: Sie hat das Gehirngewebe Tenners mit dem eines Void verbunden, sodass dieser nun mit den Aliens kommunizieren kann.
Hans fliegt Valkyrie ins Ginoya-System, während Keith Alice nach Damarque I bringt, wo diese verhaftet wird. Als Keith zum Plasma Array zurückkehrt, stellt er fest, dass Brent, der ebenfalls anwesend ist, eine große Terranische Flotte mitgebracht hat, um das Array zu beschützen. Wie erwartet greifen die Nivelianer wieder an, doch im Kampf erscheint plötzlich Alice, die aus dem Gefängnis entkommen ist, und dockt an ihre Station an. Sie hat nun die Kontrolle über das Plasma Array und möchte mit ihrer Station verschwinden, fliegt aber nur immer weiter auf die Supernova zu, verfolgt von Harval und Maxwell. Als sie im letzten Moment erkennt, dass ihr Fluchtversuch sinnlos ist, aktiviert sie das Plasma Array, was zur Normalisierung der Sonne, der Zerstörung Valkyries und Alice’ Tod führt.
Allerdings ist es damit nicht zu Ende, denn Harval überlebt und möchte fliehen, aber als er bemerkt, dass Keith noch lebt, nimmt er den Kampf mit ihm auf. Während des Kampfes erfährt man, dass die Supernova von einer nivelianischen Sonde ausgelöst wurde und die Mido-Allianz zerschmettern sollte, indem die nivelianischstammigen Midoianer in Umerziehungslager gebracht werden sollten. Keith zeichnet das komplette Geständnis auf und besiegt Harval in einem langen Kampf. Anschließend treffen sich Keith, Brent und das Deep-Science-Team. Brent berichtet vom Sturz von Harvals Junta und der Anerkennung der Mido-Allianz durch die Nivelianer.
Zum Schluss treffen Keith, Moonsprocket und Lampeter Mkkt Bkkt im Pescal-Inartu-System und trinken zusammen. Damit ist das letzte Add-On und somit die Story von Galaxy on Fire 2 zu Ende.

### Galaxy on Fire – Alliances
Im Gegensatz zu den anderen Teilen der Reihe fliegt man in diesem Teil keine Raumschiffe. Stattdessen handelt es sich um ein Multiplayer-Spiel im Galaxy-on-Fire-Universum. Die Spieleserver wurden am 28. Juni 2019 abgeschaltet.

### Galaxy on Fire 3 – Manticore
Dies ist das letzte Spiel der Saga, in der man wieder Raumschiffe fliegt. In diesem Teil werden ausschließlich Missionen geflogen.

## Rassen
| Name       | Beschreibung                                             | Techlevel  | Sprache              | Spiel            |
| ---------- | -------------------------------------------------------- | ---------- | -------------------- | ---------------- |
| Terraner   | Die Menschen des 4. Jahrtausends                         | Schwankend | Terranisch           | GoF, GoF2, GoF-A |
| Vossk      | Fortschrittliche Alienrasse                              | Hoch       | Vossk                | GoF, GoF2, GoF-A |
| Nivelianer | Reptilienartige, menschenähnliche Wesen                  | Mittel     | Nivelian             | GoF, GoF2, GoF-A |
| Midoianer  | Zusammenschluss aus nivelianischen Rebellen              | Niedrig    | Terranisch, Nivelian | GoF2             |
| Grey       | Hochintelligente Rasse mit grauer Haut                   | -          | -                    | GoF, GoF2        |
| Bobolaner  | Schneckenähnliche Wesen, meist Händler                   | -          | -                    | GoF, GoF2        |
| Multipoden | Aufrecht gehende Kreaturen mit tentakelbesetzten Köpfen  | -          | -                    | GoF, GoF2        |
| Cyborg     | Lebewesen mit mechanischen Teilen                        | -          | -                    | GoF, GoF2        |
| Occular    | Aliens mit einem einzigen großen Auge                    | -          | -                    | GoF              |
| Ceti       | Echsenartige Wesen, vergleichbar mit Bossk aus Star Wars | -          | -                    | GoF              |
| Void       | „Das Böse“ in GoF2, aggressive Aliens aus dem Voidspace  | Hoch       | Void                 | GoF2, GoF-A      |

Anmerkungen: Fett geschriebene Rassen haben eigene Stationen, alle anderen sind unabhängig von der Station anzutreffen (Greys haben nur in GOF eigene Stationen, Midoianer nur in GOF2, Void nur ein nicht betretbares Mutterschiff).
Der Abschnitt „Sprache“ bezieht sich auf die Planetennamen, gesprochen wird im Spiel mit Ausnahme der Voids von allen die gleiche Sprache.

## Gameplay
Die Steuerung besteht aus einem virtuellen Joystick (evtl. Accelerometer), einem großen Button zum Schießen bzw. Andocken und mehreren Untermenüs (z. B. Sekundärwaffen, Khador-Antrieb).

## Rezeption

### Auszeichnungen
- Deutscher Computerspielpreis 2011 - „Bestes Mobiles Spiel“ (Galaxy on Fire 2)[2]